# Нічіай-Мару
Нічіай-Мару (Nichiai Maru) — транспортне судно, яке під час Другої світової війни взяло участь у операціях японських збройних сил на Філіппінах, Борнео та в архіпелазі Бісмарка.

## Передвоєнна історія
Судно, що первісно мало назву Яйой-Мару (Yayoi Maru), спорудили в 1917 році на корабельні Asano Shipbuilding у Цурумі на замовлення компанії Suzuki Shoken. У 1922 році його власником стала компанія Kokusai Kisen, а в 1930-му — Karafuto Kissen.
У 1938-му судно придбала компанія Nissan Kisen, яка перейменувала його на Нічіай-Мару.

## Операції на Філіппінах та Борнео
22 грудня 1941-го Нічіай-Мару разом зі ще сімома іншими суднами вийшло з порту Давао (південне узбережжя філіппінського острова Мінданао) для доставки десантного загону на острів Голо (архіпелаг Сулу). Ввечері 24 грудня почалась висадка, а вже вранці наступного дня Голо взяли під контроль японці.
6 січня 1942-го Нічіай-Мару та ще 14 транспортних суден вийшли з Дал'яо (поблизу Давао), маючи на борту сили вторгнення на острів Борнео. Ввечері 10 січня загін досяг району острова Таракан, а невдовзі після опівночі 11 січня почалась висадка.

## Рейс да Рабаулу
12 січня 1944-го Нічіай-Мару у складі конвою SO-504 прибуло з Палау (транспортний хаб у західній частині Каролінських островів) до Рабаулу — головної передової бази у архіпелазі Бісмарка, з якої вже майже два роки провадились операції на Соломонових островах та сході Нової Гвінеї.
3 лютого 1944-го судно перебувало у складі конвою, що прямував із Рабаула. У районі на захід від острова Новий Ганновер (один з найпівнічніших у архіпелазі Бісмарка) конвой атакували гідролітаки «Каталіна» та бомбардувальники B-25 «Мітчелл». Внаслідок цього нальоту Нічіай-Мару затонуло.